# 馬拉維亞區
15°09′35″S 31°53′33″E / 15.15972°S 31.89250°E

馬拉維亞區（葡萄牙語：Marávia），是莫桑比克的行政區，位於該國西北部，由太特省負責管轄，首府設於芬圭，面積17,108平方公里，2007年人口82,789，人口密度每平方公里5人。